# Kagefabrikken
|  | Denne artikel er oprettet af botten Steenthbot ud fra en ekstern database. Den kan derfor have sproglige fejl eller mangler. Denne skabelon kan fjernes efter kontrol af indholdet. |

Kagefabrikken er en dansk spillefilm fra 2022 instrueret af Christian Lollike.

## Handling
Den midaldrende kagefabrikant Niels er på kanten af et sammenbrud, da hans fabrik er på randen til konkurs. Derfor forsøger hans kone Else at redde fabrikken ved at hjemkalde datteren June og hendes mand Jonny, som foreslår en omfattende modernisering, der har fokus på produktion af sunde kager. Niels kan ikke overskue denne moderniseringsproces og forelsker sig i stedet hovedkulds i fabrikkens nye rengøringsdame, Zeinab.

## Medvirkende
- Nicolas Bro, Niels Agger
- Bahar Pars, Zeinab
- Tina Gylling Mortensen, Else Agger
- Emma Sehested Høeg, June
- Andreas Jebro, Johnny
- Ena Spottag Fog, Sally
- Henrik Olesen, ØB
- Claudia Gregersen, Connie
- Zaki Youssef, Haidar